# サリチル酸デカルボキシラーゼ
サリチル酸デカルボキシラーゼ(Salicylate decarboxylase、EC 4.1.1.91)は、以下の化学反応を触媒する酵素である。
サリチル酸 {\displaystyle \rightleftharpoons } フェノール + CO2
従って、この酵素の基質は、サリチル酸のみ、生成物は、フェノールと二酸化炭素の2つである。
この酵素はリアーゼ、特に炭素-炭素結合を切断するカルボキシリアーゼに分類される。系統名は、サリチル酸 カルボキシリアーゼ(salicylate carboxy-lyase)である。他に、salicylic acid decarboxylase、Scdとも呼ばれる。この酵素は、逆反応でフェノールを位置選択的にカルボキシル化し、サリチル酸を合成する反応を触媒する。